# ソビエト連邦における朝鮮人の強制移住
ソビエト連邦における朝鮮人の強制移住（ソビエトれんぽうにおけるちょうせんじんのきょうせいいじゅう, Deportation_of_Koreans_in_the_Soviet_Union）は、1937年に、ヨシフ・スターリンの命令によりソビエト連邦の極東地域に居住していた約172,000人の高麗人を中央アジア地域に強制的に移住させた事件。 

## 背景
ソビエト連邦人民委員会議およびソビエト連邦共産党中央委員会のNo.1428-326cc決定により、極東地域に居住していたすべての高麗人がカザフ・ソビエト社会主義共和国およびウズベク・ソビエト社会主義共和国などに強制的に移住させられた。
その理由は、この地域において日本のスパイ活動を未然に防止するためであった。ソ連指導部内では、高麗人と日本人の外見が非常に似ているためスパイ探しが難しいという意見があった。それに、ソ連は、日本が1918年にソビエト・ロシアに侵攻したことがあり、1931年に満州地域を占領し、事実上の植民地とした上に1937年には中国本土にも侵攻したことをうけて、極東地域の国家安保が深刻な危機に瀕してると懸念した。そのために、強制移住により高麗人の生活基盤を極東地域から中央アジア地域に移転させた。